# Зиновьева Елена Сергеевна
Елена Сергеевна Зиновьева — российский политолог, доктор политических наук, профессор кафедры мировых политических процессов Факультета управления и политики МГИМО, профессор кафедры рекламы и связей с общественностью Факультета журналистики МГИМО, главный научный сотрудник Лаборатории нейромаркетинга МГИМО МИД России.

## Деятельность
Научный руководитель магистерской программы МГИМО МИД России "Когнитивные исследования и нейротехнологии в международных отношениях".
Член редколлегии журналов «Journal of Digital Economy Research» (МГИМО) и «Вестник СПбГУ. Серия Международные отношения». 
Научные интересы: международное управления Интернетом, международная информационная безопасность, обеспечения технологического суверенитета России. Автор публикаций по уникальному научному направлению - когнитивные исследования международных отношений.
Учебник Е.С. Зиновьевой (в соавторстве) «Цифровые международные отношения» входит в список основной литературы по дисциплине  «Мировая политика» в Северо-западного института управления (филиал РАНХиГС.
Учебник Е.С. Зиновьевой (в соавторстве)"Технология международных переговоров в цифровую эпоху" входит в список рекомендуемой литературы Программы «Международные отношения» Северо-Кавказского федерального университета.

## Ученые степени
- Кандидат политических наук (МГИМО МИД России, 2009). Тема диссертации: «Роль международных организаций и институтов в формировании режима управления интернетом» (специальность: 23.00.04 — политические проблемы международных отношений, глобального и регионального развития). Научный руководитель — д.ист.н. А.В.Крутских
- Доктор политических наук (МГИМО МИД России, 2019). Тема диссертации: «Международное сотрудничество по обеспечению информационной безопасности: проблемы, субъекты, перспективы» (специальность: 23.00.04 — политические проблемы международных отношений, глобального и регионального развития). Научный консультант — и.ист.н. А.В.Крутских.

## Карьера
- 2009 — н.в. — МГИМО МИД России, кафедра мировых политических процессов; преподаватель, ст. преподаватель, доцент, профессор.
- 2024 — н.в. — МГИМО МИД России, магистерская программа «Когнитивные исследования и нейротехнологии в международных отношениях», научный руководитель.
- 2024 — н.в. — МГИМО МИД России, Лаборатория нейромаркетинга, главный научный сотрудник.
- 2023 — н.в. — МГИМО МИД России, кафедра рекламы и связей с общественностью, профессор.

## Публикации
1 .    Международное управление Интернетом / Под ред Е.С. Зиновьевой. М., 2025
2.    Новые технологии в мировой политике / Под ред М.М. Лебедевой, Е.С. Зиновьевой. М.: Аспект-Пресс, 2025
3.    Digital International Relations / Ed. by A. Baykov, E. Zinovieva. Palgrave, 2024.
4.    Международная информационная безопасность: подходы России / Под ред. А.В. Крутских, Е.С. Зиновьевой. М.: МГИМО, 2021
5.    «Цифра» и искусственный интеллект на службе дипломатии / Под ред. Е.С. Зиновьевой. М.: МГИМО, 2024
6.    Цифровые международные отношения. Учебник для вузов в 2х томах / Под ред. Е.С. Зиновьевой, С.В. Шитькова. М.: Аспект-Пресс, 2023
7.    Зиновьева Е.С. Технология международных переговоров в цифровую эпоху. Учебник для вузов / Лебедева М.М., Зиновьева Е.С. / Москва, 2022.       
8.    Международная информационная безопасность: теория и практика Учебник для вузов / Крутских А.В., Бирюков А.В., Бойко С.М., Зиновьева Е.С., Зинченко А.В., Смирнов А.И. Учебник для вузов: в 3-х томах / Москва, 2019.
9.    Зиновьева Е.С. Кибердипломатия в условиях обострения конкуренции между великими державами // Вестник МГИМО- Университета. 2022. DOI: https://doi.org/10.24833/2071-8160-2022-olf5
10.    Зиновьева Е.С. Формирование цифровых границ и информационная глобализация: анализ с позиций критической географии // Полис. Политические исследования. 2022. № 2. С. 8-21.
11.    Зиновьева Е.С. Особенности цифровой публичной дипломатии международных организаций / Базлуцкая М.М., Зиновьева Е.С. // Вестник международных организаций: образование, наука, новая экономика. 2022. Т. 17. № 1. С. 183-190.      
12.    Зиновьева Е.С. Эволюция взаимодействия России и США в области международной информационной безопасности в исторической ретроспективе / Зиновьева Е.С., Яникеева И.О. // Вестник Санкт-Петербургского университета. Международные отношения. 2022. Т. 15. № 2. С. 158-173.       